# 熊本県道180号南田内大臣線
熊本県道180号南田内大臣線（くまもとけんどう180ごう みなみだないだいじんせん）は、熊本県上益城郡山都町を通る一般県道である。

## 概要
上益城郡山都町南田から上益城郡山都町白藤に至る。

### 路線データ
- 起点：熊本県上益城郡山都町南田（山都町南田交差点、国道218号交点、熊本県道219号横野矢部線終点）
- 終点：熊本県上益城郡山都町白藤（熊本県道153号清和砥用線交点）

## 路線状況

### 道路施設

#### トンネル
起点から
- 白藤第一隧道：延長34 m、1934年（昭和9年）竣工、上益城郡山都町
- 白藤第二隧道：延長24 m、1920年（大正9年）竣工、上益城郡山都町

## 地理

### 通過する自治体
- 上益城郡山都町

### 交差する道路
| 交差する道路                                     | 交差する場所 | 交差する場所            |
| ------------------------------------------------ | ------------ | ----------------------- |
| 国道218号 国道445号 重複 熊本県道219号横野矢部線 | 南田         | 山都町南田交差点 / 起点 |
| 熊本県道320号長原川野線                          | 長原         |                         |
| 熊本県道153号清和砥用線                          | 白藤         | 終点                    |

### 沿線
- 山都町役場
- 通潤橋
- 内大臣峡